# I Wanna Have Some Fun
I Wanna Have Some Fun è il terzo album in studio della cantante britannica Samantha Fox, pubblicato nel 1988.
La canzone che dà il titolo all’album contiene dei campionamenti, rispettivamente, delle canzoni Love Sensation di Loleatta Holloway e Situation degli Yazoo.

## Tracce
1. I Wanna Have Some Fun – 5:00
2. Love House – 4:34
3. Your House or My House – 3:54
4. Next to Me – 5:24
5. Ready for This Love – 4:19
6. Confession – 4:36
7. I Only Want to Be with You – 2:44
8. You Started Something – 3:21
9. One in a Million – 4:34
10. Walking on Air – 4:09
11. Hot for You – 4:11
12. Out of Our Hands – 4:12

## Classifiche
| Classifica (1988-89) | Posizione massima |
| -------------------- | ----------------- |
| Canada               | 19                |
| Finlandia            | 20                |
| Germania             | 60                |
| Giappone             | 37                |
| Regno Unito          | 46                |
| Svezia               | 50                |
| Svizzera             | 28                |